# Justiciar
Justiciar, en la Inglaterra y Escocia medieval, también llamado el Jefe justiciar y posteriormente conocido simplemente como Justiciar, fue un título aproximadamente equivalente a un primer ministro moderno como el ministro principal de un monarca, posteriormente conocido también como Lord Teniente de Irlanda. En el continente existían posiciones similares, el término es la forma inglesa de la palabra en latín justiciarius o justitiarius que significa hombre de justicia, por ejemplo, juez.